# Голзі (Небраска)
Голзі (англ. Halsey) — селище (англ. village) в США, в округах Томас і Блейн штату Небраска. Населення — 68 осіб (2020).

## Географія
Голзі розташоване за координатами 41°54′12″ пн. ш. 100°16′11″ зх. д. / 41.90333° пн. ш. 100.26972° зх. д. (41.903299, -100.269760).  За даними Бюро перепису населення США в 2010 році селище мало площу 0,50 км², уся площа — суходіл.

## Демографія
Згідно з переписом 2010 року, у селищі мешкало 76 осіб у 35 домогосподарствах у складі 24 родин. Густота населення становила 152 особи/км².  Було 52 помешкання (104/км²).
Расовий склад населення:
| - 93,4 % — білих - 1,3 % — азіатів |

До двох чи більше рас належало 5,3 %. Частка іспаномовних становила 0,0 % від усіх жителів.
За віковим діапазоном населення розподілялося таким чином: 22,4 % — особи молодші 18 років, 52,6 % — особи у віці 18—64 років, 25,0 % — особи у віці 65 років та старші. Медіана віку мешканця становила 54,8 року. На 100 осіб жіночої статі у селищі припадало 85,4 чоловіків;  на 100 жінок у віці від 18 років та старших — 78,8 чоловіків також старших 18 років.
Середній дохід на одне домашнє господарство  становив 70 636 доларів США (медіана — 61 875), а середній дохід на одну сім'ю — 89 490 доларів (медіана — 62 917). За межею бідності перебувало 2,9 % осіб, у тому числі 0,0 % дітей у віці до 18 років та 18,2 % осіб у віці 65 років та старших.
Цивільне працевлаштоване населення становило 48 осіб. Основні галузі зайнятості: виробництво — 33,3 %, транспорт — 14,6 %, мистецтво, розваги та відпочинок — 12,5 %, сільське господарство, лісництво, риболовля — 12,5 %.